# Buková alej v ulici Pod Lesem
Buková alej v ulici Pod Lesem je alej 11 památných stromů buků lesních (Fagus sylvatica), která se nachází podél místní nezpevněné cesty v ulici Pod Lesem, asi 1,5 km západně od kostela svatého Martina v Nejdku v okrese Karlovy Vary v Karlovarském kraji. Obvody kmenů měří 185–412 cm .
Za památné byly stromy vyhlášeny v roce 2006.

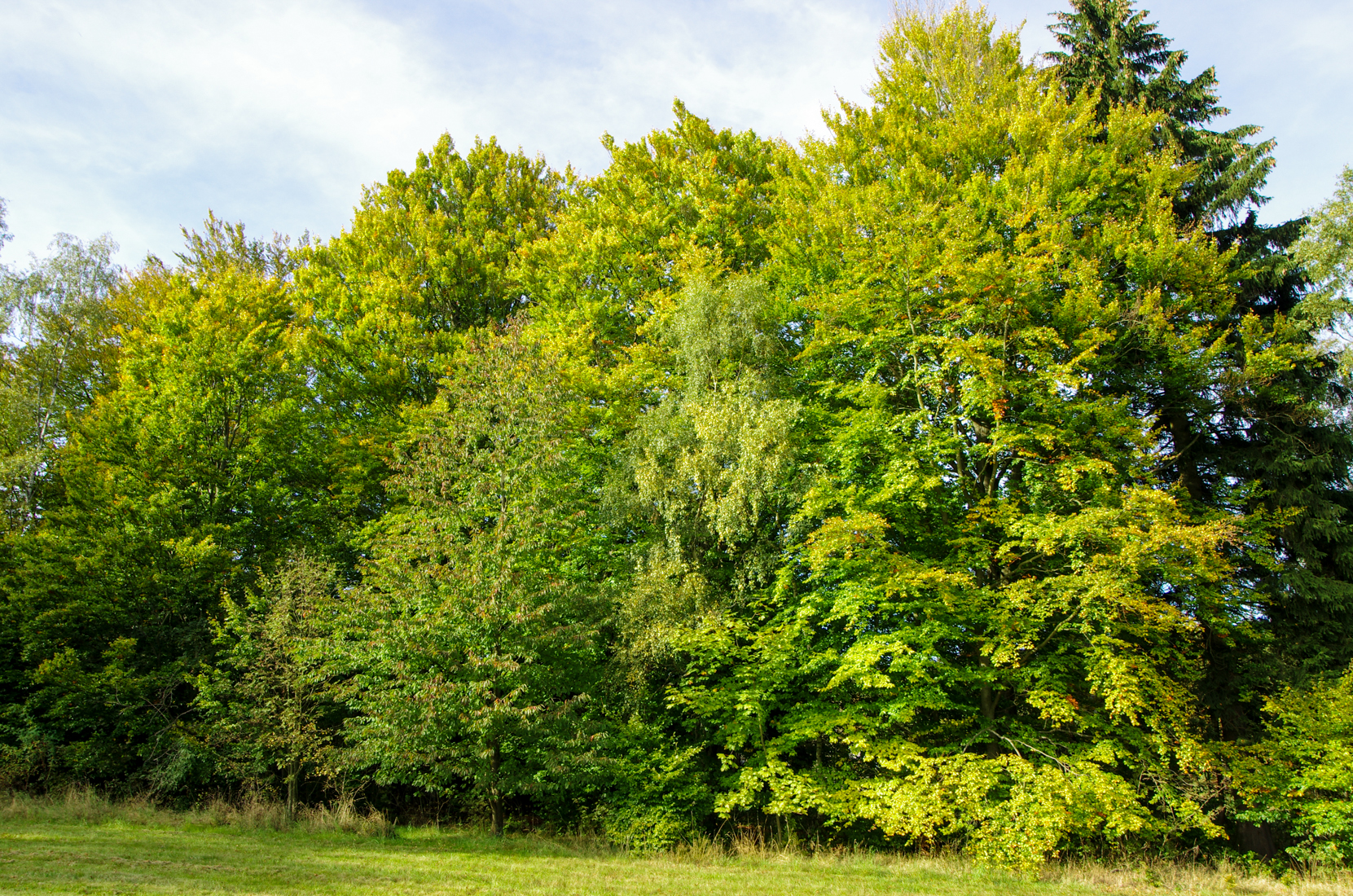
pohled na alej od jihu

## Stromy v okolí
- Javor u Hanáků
- Javor na Hofberku
- Lípa u benzinové stanice
- Čtveřice lip srdčitých u Zimů
- Tatrovický buk
- Tatrovická lípa